# Manilkara seretii
Manilkara seretii är en tvåhjärtbladig växtart som först beskrevs av De Wild., och fick sitt nu gällande namn av Herman Johannes Lam. Manilkara seretii ingår i släktet Manilkara och familjen Sapotaceae.
Artens utbredningsområde är Kongo-Kinshasa. Inga underarter finns listade i Catalogue of Life.